# Décès en décembre 1992
Décès
- 1988
- 1989
- 1990
- 1991
- 1992
- 1993
- 1994
- 1995
- 1996

Pour une information complémentaire, voir la page d'aide.

| Date        | Nom                                     | Activités | Âge      | Source |
| ----------- | --------------------------------------- | --- | -------- | ------ |
| 2 décembre  | Jaime de la Rosa (en)                   | Acteur philippin                                                                                                   | 71       |        |
| 2 décembre  | Michael Gothard                         | Acteur britannique                                                                                                 | 53       |        |
| 2 décembre  | Roger Mathieu                           | Peintre français                                                                                                   | 72       |        |
| 4 décembre  | Henry Clausen (en)                      | Avocat américain                                                                                                   | 86 ou 87 |        |
| 4 décembre  | Yancho Dimitrov                         | Footballeur international bulgare                                                                                  | 49       |        |
| 6 décembre  | Joseph Fournier                         | Homme politique et sénateur canadien, néo-brunswickois                                                             | 87       |        |
| 6 décembre  | Percy Herbert                           | Acteur britannique                                                                                                 | 72       | (en)   |
| 6 décembre  | Heorhiy Maiboroda                       | Compositeur ukrainien                                                                                              | 79       |        |
| 7 décembre  | Ludwik Klimek                           | Peintre français d'origine polonaise                                                                               | 80       |        |
| 8 décembre  | William Shawn (en)                      | Éditeur de magazine américain (The New Yorker)                                                                     | 85       |        |
| 9 décembre  | Vincent Gardenia                        | Acteur américain, né italien                                                                                       | 72       |        |
| 10 décembre | Jacques Perret                          | Écrivain français                                                                                                  | 91       |        |
| 10 décembre | Dan Maskell                             | Joueur de tennis britannique                                                                                       | 84       |        |
| 11 décembre | Michael Robbins (en)                    | Acteur britannique                                                                                                 | 62       |        |
| 11 décembre | Suzanne Lilar                           | dramateure, essayiste et romancière flamande belge de langue française                                             | 91       |        |
| 13 décembre | Cornelius Vanderbilt Whitney            | Homme d'affaires, producteur, écrivain, et haut fonctionnaire américain                                            | 93       |        |
| 13 décembre | Kenneth Colin Irving                    | Homme d'affaires canadien                                                                                          | 93       |        |
| 14 décembre | Severino Rigoni                         | Coureur cycliste italien                                                                                           | 78       |        |
| 15 décembre | Youssef Achour                          | Homme politique algérien                                                                                           | 78       |        |
| 15 décembre | Ennio Morlotti                          | Peintre italien | 62       | (it)   |
| 17 décembre | Dana Andrews                            | Acteur américain                                                                                                   | 83       |        |
| 17 décembre | Günther Anders                          | Philosophe et essayiste allemand, deuxième enfant des psychologues William et Clara Stern et mari de Hannah Arendt | 90       |        |
| 18 décembre | Mark Goodson (en)                       | Producteur de télévision américain                                                                                 | 77       |        |
| 18 décembre | Vojin Bakić                             | Sculpteur croatien                                                                                                 | 77       |        |
| 20 décembre | Peter Brocco                            | Acteur américain                                                                                                   | 89       |        |
| 20 décembre | Frédéric Johansen                       | Footballeur français                                                                                               | 20       |        |
| 21 décembre | Albert King                             | Guitariste, compositeur et chanteur de blues américain                                                             | 69       |        |
| 21 décembre | Nathan Milstein                         | Violoniste américain, né russe                                                                                     | 88       |        |
| 21 décembre | Saar N'Gor                              | Footballeur international sénégalais.                                                                              | 28       |        |
| 21 décembre | David Hare                              | Peintre et sculpteur surréaliste américain                                                                         | 75       |        |
| 21 décembre | Stella Adler                            | Actrice et professeure d'art dramatique américaine                                                                 | 91       |        |
| 22 décembre | Louis Wouters                           | Footballeur belge                                                                                                  | 70       | (nl)   |
| 22 décembre | Ted Willis                              | Scénariste et producteur britannique                                                                               | 78       |        |
| 22 décembre | Hector de Pétigny                       | Peintre français                                                                                                   | 88       |        |
| 22 décembre | Frederick William Franz                 | américain | 99       |        |
| 22 décembre | Harry Bluestone (en)                    | Violoniste britannique                                                                                             | 85       |        |
| 23 décembre | Cyril Walters (en)                      | Joueur de cricket britannique                                                                                      | 87       |        |
| 23 décembre | Eddie Hazel                             | Guitariste américain                                                                                               | 42       |        |
| 23 décembre | Vincent Fourcade                        | Décorateur d’intérieur français-américain et compagnon de Robert Denning                                           | 58       |        |
| 23 décembre | Ludwik Klimek                           | Peintre français d'origine polonaise                                                                               | 80       |        |
| 24 décembre | Peyo                                    | Dessinateur et scénariste de bande-dessinée belge                                                                  | 64       |        |
| 24 décembre | Bobby LaKind (en)                       | Chanteur et musicien américain (Les Frères Pétard)                                                                 | ?        |        |
| 25 décembre | Jules Gros                              | Linguiste et écrivain français                                                                                     | 102      |        |
| 25 décembre | Monica Dickens (en)                     | Écrivaine britannique et arrière-petite fille de Charles Dickens                                                   | 77       |        |
| 25 décembre | Ted Croker (en)                         | Administrateur de football britannique                                                                             | 68       |        |
| 26 décembre | Nikita Magaloff                         | Pianiste russe | 80       |        |
| 26 décembre | Edmund Davies, Baron Edmund-Davies (en) | Juge britannique                                                                                                   | 86       |        |
| 26 décembre | James Bamber                            | Journaliste québécois                                                                                              | ?        |        |
| 27 décembre | Sal Maglie (en)                         | Joueur de baseball américain                                                                                       | 75       |        |
| 27 décembre | Kay Boyle                               | Écrivaine, éducatrice et militante politique américaine                                                            | 90       |        |
| 28 décembre | Cardew Robinson (en)                    | Humoriste britannique                                                                                              | 75       |        |
| 28 décembre | Pudlo Pudlat                            | Artiste inuit | 76       |        |
| 28 décembre | Nils Handal (en)                        | Homme politique norvégien                                                                                          | 86       |        |
| 29 décembre | Vivienne Segal                          | Actrice et chanteuse américaine                                                                                    | 95       |        |
| 30 décembre | Ling-Ling                               | Panda géant offert par la Chine aux États-Unis                                                                     | 23       |        |
| 30 décembre | César Domela                            | peintre et sculpteur néerlandais                                                                                   | 92       |        |